# Бойня в Лохинайленде
Бойня в Лохина́йленде (англ. Loughinisland massacre, ирл. Sléacht Loch an Oileáin) произошла вечером 18 июня 1994 года в одноимённой деревне, расположенной в графстве Даун (Северная Ирландия, Великобритания). Двое членов лоялистской военизированной организации «Ольстерские добровольческие силы» ворвались в паб «О’Тулс» и открыли огонь из автоматов по посетителям: в результате нападения погибли шесть человек, ещё пятеро были ранены. Основанием для выбора цели стал тот факт, что в этот паб часто ходили католики, а в тот вечер в пабе было очень много жителей, смотревших матч футбольных сборных Ирландии и Италии на чемпионате мира в США. Поэтому в прессе теракт называют «бойней на чемпионате мира». Ольстерские добровольческие силы взяли на себя ответственность за теракт, назвав случившееся своей местью за убийство трёх своих членов Ирландской национальной освободительной армией.
Выдвигались предположения, что к нападению имели прямое отношение двойные агенты или осведомители Королевской полиции Ольстера, находившиеся в рядах Ольстерских добровольческих сил и избежавшие ответственности благодаря вмешательству полицейских: те якобы уничтожили доказательства и не позволили провести объективное расследование. Полицейский омбудсмен по Северной Ирландии инициировал расследование в отношении сотрудников полиции после обращения родных и близких жертв теракта. В 2011 году следствие пришло к выводу, что расследование теракта велось с серьёзными нарушениями, однако доказательств связи полиции и Ольстерских добровольческих сил обнаружено не было. Омбудсмен не изучал в ходе следствия роль информаторов, в связи с чем прозвучали заявления о попытке скрыть подобные обстоятельства. Следователи из команды омбудсмена потребовали не упоминать их имена в связи с этим докладом: вскоре результаты следствия аннулировали, а на должность омбудсмена назначили другого человека, назначив повторное расследование.
Повторное расследование возможной связи между лоялистами и полицией завершилось в 2016 году публикацией второго доклада Полицейским омбудсменом по Северной Ирландии. В данном докладе утверждалось о наличии сговора между полицией и членами Ольстерских добровольческих сил, а также перечислялись допущенные полицией нарушения при проведении расследования теракта. Многие из этих нарушений были связаны с необходимостью обеспечить личную безопасность информаторов Королевской полиции Ольстера из числа деятелей Ольстерских добровольческих сил. Было опровергнуто утверждение, что полиция знала о готовившемся нападении на бар в Лохинайленде. О теракте были сняты два крупномасштабных документальных фильма — «Бойня во время перемирия» (англ. Ceasefire Massacre) и «Достать из-под земли» (англ. No Stone Unturned) в 2017 году, в последнем были оглашены сведения о подозреваемых, один из которых был солдатом Британской армии.

## Предыстория

### Деятельность Ольстерских добровольческих сил
Ольстерские добровольческие силы появились в конце 1960-х годов, в самом начале конфликта в Северной Ирландии. Своей целью они ставили борьбу против движения ирландских республиканцев (а именно против его вооружённого крыла в лице ИРА) и за сохранение Северной Ирландии в составе Великобритании. От рук лоялистов часто погибали непричастные к конфликту мирные католики, хотя среди них многие становились случайными жертвами. Всякий раз, возлагая на себя ответственность за вооружённые нападения или взрывы бомб, Ольстерские добровольцы утверждали, что целями их атак были либо члены ИРА, либо сотрудничавшие с ИРА лица. Иногда нападения на мирных католиков назывались Ольстерскими добровольцами «местью» за действия ИРА, поскольку почти вся поддержка последних исходила от католиков Северной Ирландии.
С 1970-х годов Ольстерскими добровольцами было совершено множество терактов в пабах, принадлежащих католикам — взрывов бомб и массовых расстрелов. Имели место многочисленные случаи тайных сговоров и соглашений между Ольстерскими добровольцами с одной стороны и сотрудниками британских спецслужб с другой стороны. В начале 1990-х годов ольстерские лоялисты значительно увеличили количество нападений в отношении католиков и деятелей ирландского национализма в принципе, и это привело к тому, что в 1992 году был зафиксирован следующий факт — впервые с начала конфликта количество лиц, убитых ольстерскими лоялистами, оказалось больше, чем количество жертв террора со стороны ИРА или британских спецслужб.

### События в канун нападения
16 июня 1994 года в Белфасте на Шенкилл-Роуд трое членов Ольстерских добровольцев — Тревор Кинг, Колин Крэйг (англ. Colin Craig) и Дэвид Хэмильтон (англ. David Hamilton) — были расстреляны боевиками Ирландской национальной освободительной армии. Это произошло недалеко от того здания, где проводилось совещание руководства Ольстерских добровольцев. Согласно одному из лидеров ольстерцев, после теракта прозвучали призывы «пролить кровь на улицах» и «убивать любого католика», который подвернётся под руку лоялистам.
17 июня, на следующий день Ольстерские добровольцы совершили несколько «актов возмездия» за гибель своих соратников. Сначала в Каррикфергусе ими был застрелен таксист-католик, а позже в Ньютаунабби были убиты ещё двое гражданских, которых нападавшие приняли за католиков (на деле убитые оказались протестантами). Одним из убитых в Ньютаунабби был 30-летний протестант Сесил Джеймс Дохерти (англ. Cecil James Dougherty), которого расстреляли прямо на стройплощадке (были ранены ещё двое человек, в том числе один тяжело ранен). Убийца был задержан почти сразу, а вскоре полицией было конфисковано несколько единиц огнестрельного оружия. Двое человек были задержаны в Восточном Белфасте и допрошены по факту убийства. Принято считать, что события 18 июня 1994 года в Лохинайленде стали продолжением актов мести за гибель Кинга, Крэйга и Хэмильтона.

## Нападение

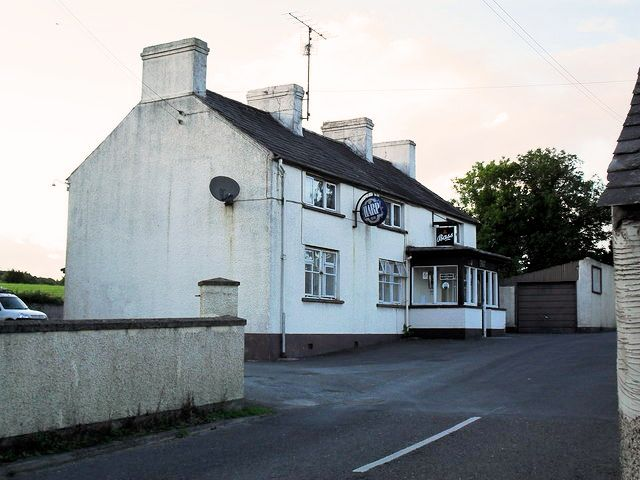
Бар The Heights в 2009 году

Вечером 18 июня 1994 года от 15 до около 24 человек собрались в баре «Хайтс» (англ. The Heights Bar), также известном под названием «О’Тул» (англ. O'Toole's Pub), который был назван по фамилии владевшей им семьи. За стойкой бара работал Эйдан О’Тул, сын владельца паба Хью О’Тула: по его словам, местные жители собирались в этом пабе, разговаривая либо о крестьянских делах, либо о гэльском футболе. С его слов, в баре среди посетителей были не только католики, но и протестанты. В тот вечер гости собрались в баре, чтобы посмотреть футбольный матч между сборными Ирландии и Италии, проходивший в рамках чемпионата мира в США. Та игра завершилась победой сборной Ирландии со счётом 1:0, единственный гол забил Рэй Хаутон.
В 22:10 по местному времени в бар вошли двое человек, одетые в комбинезоны и балаклавы. Один из них закричал «Фенийские ублюдки!» (англ. Fenian bastards!) и открыл огонь по находившимся в баре людям из автомата Sa vz. 58, выпустив более 60 пуль. Стрелявший выпустил из автомата три очереди, стоя на одном колене. По словам очевидцев, после стрельбы нападавшие со смехом выбежали из бара; они скрылись на автомобиле Triumph Acclaim, который им подогнали сообщники. Жертвами теракта стали шестеро человек: пятеро были убиты на месте, шестой был госпитализирован, но скончался в больнице. Все шестеро погибших были католиками — 34-летний Эдриан Роган (англ. Adrian Rogan), 52-летний Малкольм Дженкинсон (англ. Malcolm Jenkinson), 87-летний Барни Грин (англ. Barney Green), 59-летний Дэниел Маккринор (англ. Daniel McCreanor), 35-летний Патрик О’Хейр (англ. Patrick O'Hare) и 39-летний Имон Бирн (англ. Eamon Byrne). Ещё пять человек были ранены, среди которых был и Эйдан О’Тул: пуля попала в его левую почку. Одному из раненых пришлось ампутировать ногу, он провёл 9 месяцев в больнице. Один из свидетелей нападения утверждал, что тела погибших и раненых «лежали друг на друге на полу».
По словам свидетелей, Барни Грин собирался в паб в последний раз перед тем, как через несколько дней перенести очень сложную операцию. Супруга Эдриана Рогана Клэр должна была прибыть в паб к своему мужу, однако по стечению обстоятельств в момент атаки она ещё не добралась до паба. Эдриан зашёл в бар, только чтобы приобрести билеты на ближайший матч по гэльскому футболу. Когда же Клэр добралась до паба, к ней выбежал Эйдан О’Тул и попросил Клэр срочно вызвать «скорую помощь». Грин сидел спиной к двери, когда был открыт огонь, и принял на себя основной удар: в него попало по меньшей мере девять пуль. Он стал самой возрастной жертвой терактов времён североирландского конфликта. Вместе с ним был убит его племянник Дэниел Маккринор. Второй очередью были убиты Малкольм Дженкинсон и Эдриан Роган, который пытался спрятаться в уборной. Третья очередь была направлена на стол справа от двери: на месте был убит Имон Бирн, который приходился родственником Вилли О’Хейру, также находившемуся в пабе. Хотя Вилли избежал гибели, смертельное ранение получил его сын Патрик, который умер по пути в госпиталь. Было установлено, что Имон Бирн получил семь пулевых ранений: шесть пуль попали в спину.
Полтора часа спустя Ольстерские добровольческие силы выступили с радиообращением, взяв на себя ответственность за теракт. Согласно их заявлению, в баре должна была состояться встреча членов движения ирландских республиканцев, а стрельба по его посетителям стала местью за нападение, совершённое ИНОА. Однако полиция заявила, что никаких доказательств связи ирландских республиканцев с этим пабом не было, а нападение произошло на почве межрелигиозной ненависти. Журналист Питер Тейлор в своей книге «Лоялисты» (англ. Loyalists) высказывал предположение, что нападение могло не быть санкционировано руководством Ольстерских добровольческих сил, но, по данным следствия, подобный приказ действительно поступил от руководства Ольстерских добровольцев, а участвовавший в нападении командир взял с собой подержанный автомат. Предполагалось, что к атаке был причастен местный отряд ольстерцев под командованием высокопоставленного лица, которое подчинялось непосредственно руководству Ольстерских добровольцев в Белфасте.
Теракт стал объектом пристального внимания СМИ в мире и подвергся повсеместному осуждению. Среди высокопоставленных лиц, направивших сообщения с соболезнованиями, были папа римский Иоанн Павел II, королева Великобритании Елизавета II и президент США Билл Клинтон. Семьи проживавших в окрестностях протестантов навестили раненых в больнице, публично выразив своё отвращение к случившемуся. Министр иностранных дел Ирландии и заместитель премьер-министра Ирландии Дик Спринг назвал случившееся «ночью дикости» (англ. night of savagery), а Государственный секретарь по Северной Ирландии Патрик Мейхью заявил, что не может описать «моральную низость» убийц. Шок усиливался от того, что в деревне за время североирландского конфликта никогда не происходило никаких межрелигиозных или межнациональных столкновений: в ней поколениями проживали католики и протестанты, никогда не имевшие отношения к политике.
Теракт произошёл спустя сутки после того, как в городе Холивуд (графство Даун) 46-летний безработный Гарнетт Белл (англ. Garnett Bell) ворвался в местную школу Салливана и попытался сжечь из огнемёта сдававших экзамены учеников (шестеро были госпитализированы с ожогами, в том числе трое в тяжёлом состоянии). Вопреки предположениям, нападение не было связано с очередным витком войны республиканцев и лоялистов.

## Последствия
После бойни в Лохинлайнде на какое-то время возобновились расправы, осуществлявшиеся ирландскими националистами и ольстерскими лоялистами в отношении друг друга по принципу «око за око». В течение последовавшего месяца от рук боевиков ИРА были убиты трое членов Ассоциации обороны Ольстера — ещё одной крупной военизированной группировки лоялистов наравне с Ольстерскими добровольческими силами. Предполагается, что это нападение было местью ИРА за Лохинайленд. По словам ИРА, все убитые были причастны к актам насилия в отношении католиков со стороны Ассоциации обороны Ольстера.
11 июля ИРА застрелили Рэя Смолвудса, члена Внутреннего совета Ассоциации обороны Ольстера и спикера её политического крыла в виде Демократической партии Ольстера. 17 июля, через шесть дней после убийства Смолвудса, боевики Ассоциации предприняли попытку совершить ещё одно подобное нападение, атаковав в деревне Аннаклоун бар «Хоуторн» (англ. Hawthorn Inn), в котором находились около 40 человек, смотревшие финал футбольного чемпионата мира. Хозяин паба Джон Лой, помня о трагедии в Лохинайленде, решил из соображений безопасности закрыть на замок плотные двери паба: не сумев взломать их, нападавшие стали стрелять через окна. В результате разлёта простреленных стёкол были ранены семеро человек. Спустя некоторое время группировка «Ольстерские борцы за свободу» взяла на себя ответственность за нападение и заявила, что по причине плотных дверей им не удалось причинить большой ущерб.
В тот же день, 17 июля, в североирландском графстве Фермана было обнаружено тело женщины с простреленной головой. На следующий день ИРА сообщили, что этой женщиной была 34-летняя Кэролайн Мурлэнд (англ. Caroline Mooreland), мать троих детей, которую ИРА считали информаторов Королевской полиции Ольстера. Впервые за 25 лет членами ИРА была убита женщина, подозреваемая в работе на спецслужбы. Полиция отказалась комментировать подобные события. 31 июля боевиками ИРА были застрелены командир Ассоциации обороны Ольстера Джо Братти и его помощник Рэймонд Элдер.
1 сентября 1994 года Ирландская республиканская армия объявила о прекращении огня, а спустя шесть недель то же самое решение приняли все лоялистские военизированные группировки. Отдельные лоялисты полагали, что на решение ИРА объявить перемирие повлиял тот факт, что в 1987 году лоялисты контрабандным путём ввезли в страну огромное количество оружия, приобретённого при участии южноафриканских и ливанских посредников. Количество нападений, совершаемых лоялистами на ирландских республиканцев и их сторонников, многократно возросло после поставки этого груза, в связи с чем ИРА вынуждены были больше воевать не против североирландской полиции и британской армии, а лоялистских группировок.

## Официальное расследование

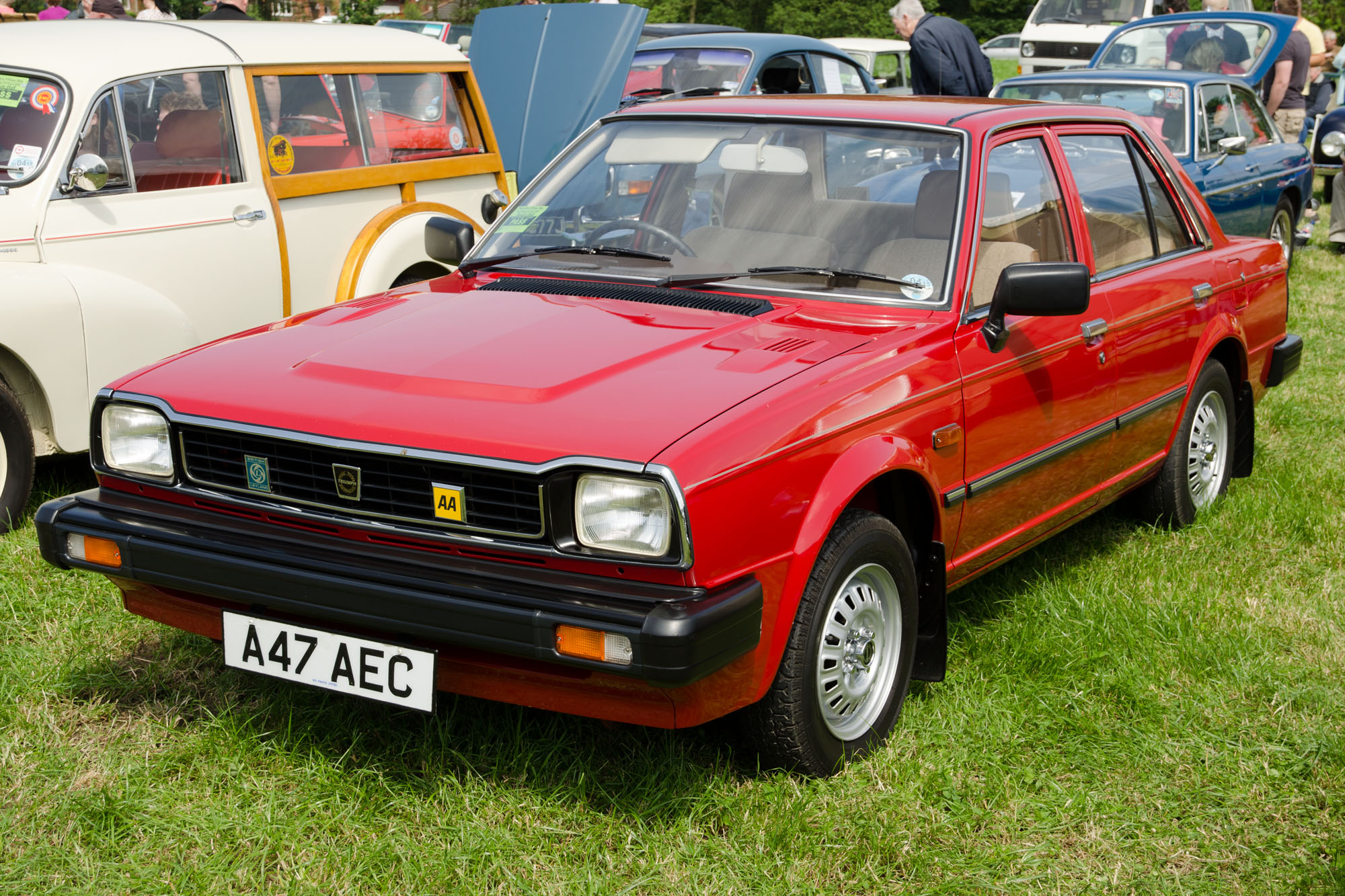
Автомобиль Triumph Acclaim, идентичный тому, на котором террористы приехали к пабу

### Подозреваемые
19 июня в 10:04 в полицию поступил звонок от фермера, который заявил о том, что им в семи милях от Лохинайленда был найден брошенный красный автомобиль Triumph Acclaim. Машина находилась в полях недалеко от Кроссгара: именно на ней скрылись нападавшие. Сам факт обнаружения машины целой и невредимой был удивителен, поскольку обычно после подобных нападений злоумышленники сжигали машину, заметая следы. Это давало надежду найти преступников по горячим следам. Было установлено, что в течение 8 недель перед терактом у машины сменились четыре собственника: по совпадению, её последним собственником стал первый в этой цепочке человек. Полиция не смогла дозвониться до этого человека, однако один из детективов каким-то образом вышел на связь со вторым собственником, который добровольно пришёл в полицию и дал показания о случившемся. Этим владельцем был некто Терри Фэйрфилд (англ. Terry Fairfield), который в прошлом был членом Ольстерских добровольческих сил, но не являлся осведомителем полиции; на 2011 год он владел пабом на юге Англии. 18 июля, спустя месяц после теракта, полицией были задержаны шесть человек, подозревавшихся в организации теракта, и допрошены в тот же день. Одним из тех, кто подвергался допросу, был Горман Макмаллан (англ. Gorman McMullan), который утверждал, что никогда не был в тех местах, однако признавал, что «был вовлечён в конфликт».
22 августа двое из ранее задержанных человек снова были допрошены полицией, но затем отпущены, поскольку там не нашли каких-либо доказательств их причастности к теракту. По данным The Guardian, в последующие месяцы было допрошено всего 9 человек, и все были отпущены без предъявления каких-либо обвинений. В 1995 году был задержан и затем отпущен ещё один человек, в 1996 году — ещё двое, по итогам допросов которых полиция ничего не выяснила (у них не были сняты отпечатки пальцев или взяты образцы ДНК). Полицейские постоянно говорили родственникам погибших, что «достанут преступников даже из-под земли». Однако полиция проявила халатность при расследовании, не сняв отпечатки пальцев как минимум у пяти человек, задержанных в первые месяцы после теракта. 6 июня 2006 года в Белфасте были арестованы 45-летний мужчина и 38-летняя женщина по подозрению в причастности к теракту, но вскоре обоих отпустили без каких-либо последующих действий. Ещё одно сообщение об аресте подозреваемых датировалось 1 июля 2008 года, когда, по данным североирландского издания The News Letter, в английском Мейдстоне сутки тому назад был задержан 45-летний мужчина, подозревавшийся в причастности к бойне. Утверждалось, что подозреваемый в прошлом привлекался к ответственности по 70 разным случаям, а в 1990-е годы получил большой тюремный срок за хранение наркотиков, но затем его срок был значительно сокращён.

### Оружие лоялистов

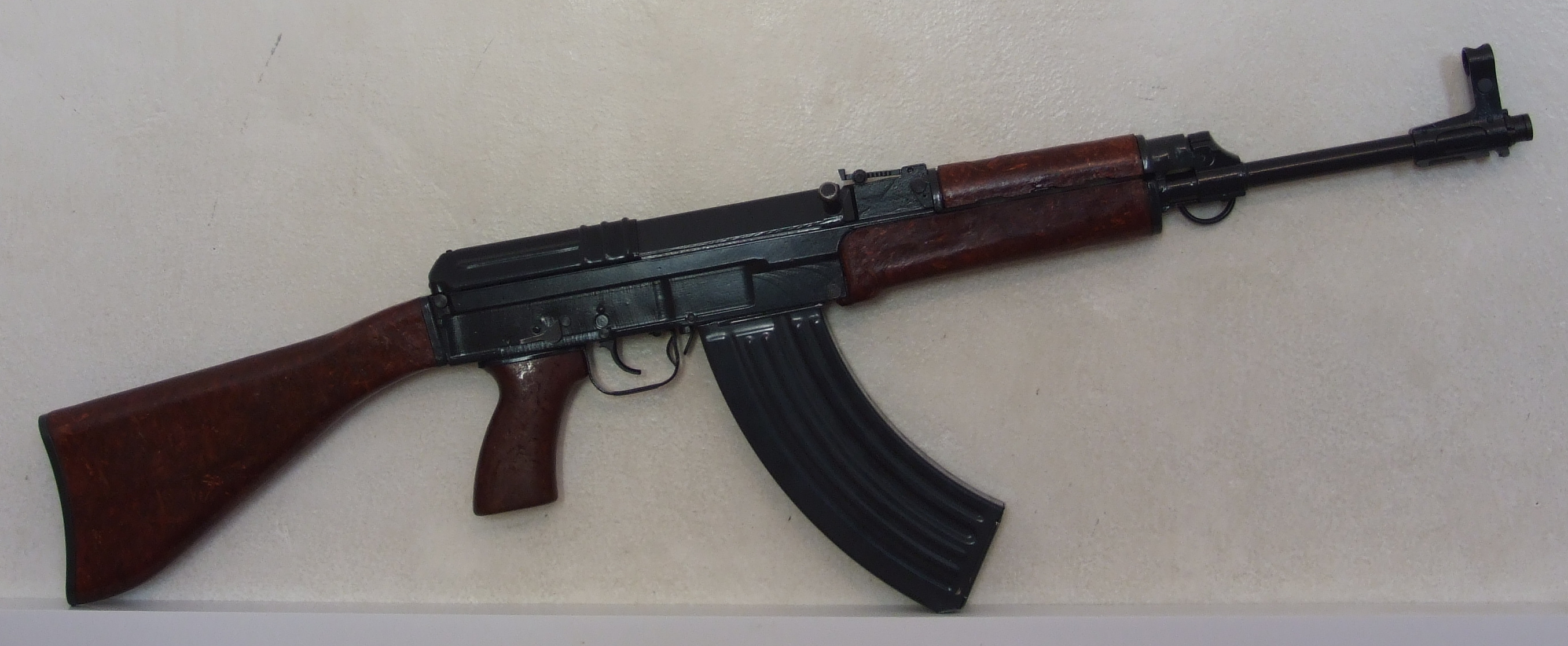
Чехословацкий автомат Sa vz. 58

4 августа на мосту около Сэнтфильда был найден тайник с автоматом Sa vz. 58, из которого велась стрельба, несколькими комбинезонами, балаклавами, парами перчаток, тремя пистолетами и боеприпасами. Было установлено, что этот автомат попал в Великобританию в декабре 1987 года в составе контрабандной партии оружия, доставленной при участии южноафриканских посредников; само оружие использовалось в ряде терактов того времени. В 2004 году бывший судья Верховного суда Канады Питер Кори представил отчёт, из которого следовало, что в поставке оружия участвовал лоялист Брайан Нельсон, работавший на британские спецслужбы. Нельсон состоял с 1970-х годов в Ассоциации обороны Ольстера и служил в Ольстерском полку обороны, а в 1985 году он предложил свои услуги спецподразделению Force Research Unit британской военной разведки. Получая 200 фунтов в неделю, он собирал для спецслужб информацию о деятелях Ассоциации обороны Ольстера, с которыми затем расправлялись британцы. В донесение Кори была включена информация из отчёта Force Research Unit за июль 1985 года о путешествии Нельсона в южноафриканский Дурбан для обсуждения закупки оружия.
Согласно отчёту Force Research Unit, Нельсон встретился в 1985 году с оружейным дилером в ЮАР, чтобы установить контакт и начать подготовку к закупке оружия для нужд ольстерских лоялистов. У них долгое время не было средств на закупку, пока в июле 1987 года они не ограбили филиал Северного банка в Портадауне, заполучив сумму в размере 325 тысяч фунтов стерлингов и решив разделить её между Ассоциацией обороны Ольстера, Ольстерскими добровольческими силами и новой организацией «Ольстерское сопротивление», образованной в 1985 году в знак протеста против заключения англо-ирландского соглашения. По данным сотрудника компании Armscor, участвовавшего в операции по доставке оружия в Северную Ирландию, в этой сделке также участвовал видный представитель компании, американский оружейный дилер Дуглас Бернхардт (англ. Douglas Bernhardt), которого представили членам «Ольстерского сопротивления». В октябре 1987 года он встретился в лондонском аэропорту Гатвик с одним из командиров Ассоциации обороны Ольстера Джоном Макмайклом, а затем курьеры доставили похищенные из банка деньги наличными в офис Бернхардта в Женеве, не ставя его в известность об источнике подобных доходов. Далее Бернхардт отправил запрос посреднику в Бейруте, который закупал оружие у ливанского ополчения.
Бернхардт поддерживал связь с людьми «Ольстерского сопротивления», для конспирации говоря о «посылке с фруктами» (англ. the parcel of fruit) как о предмете сделки, и требовал, чтобы в согласовании всех деталей сделки участвовали Макмайкл и Нельсон. Позже Бернхардт прибыл на корабле в Бейрут, где на борт было загружено оружие, замаскированное под контейнеры с керамической напольной плиткой. Затем судно прибыло в Ливерпуль, откуда затем отправилось в Белфаст. По данным Armscor, в партии оружия было несколько сотен чехословацких автоматов Sa vz. 58, 90 венгерских пистолетов P9M, около 30 тысяч патронов 7,62 × 39 мм, около дюжины РПГ и несколько сотен осколочных гранат; посредником же был некто Ноэль Литтл (англ. Noel Little), бывший британский военный, позже чиновник. Литтл признавал, что был одним из основателей «Ольстерского сопротивления», и при этом отрицал факт участия в этой сделке, но оговаривался, что продолжал бы отрицать факты даже в том случае, если бы действительно участвовал.
Оружие прибыло в Белфаст в декабре 1987 года, за несколько дней до того, как Макмайкл был взорван в собственном автомобиле, заминированном ИРА. Его спрятали на одной из ферм в графстве Арма, а в начале 1988 года затем разделили на три части между группировками. Ассоциация обороны Ольстера заполучила сто экземпляров, спрятав их в багажнике одного из автомобилей, однако у Портадауна автомобиль был задержан местной полицией, а трёх контрабандистов отправили за решётку: их лидер Дэйви Пэйн (англ. Davy Payne) получил 19 лет тюрьмы, а при обыске у него нашли телефонный номер Литтла, который тоже был задержан. Через месяц после задержания членов Ассоциации обороны полиция в окрестностях к северу от Белфаста обнаружила тайник Ольстерских добровольческих сил, в котором хранилось оружие. На одном из автоматов были найдены отпечатки пальцев лоялиста Терри Фэйрфилда, который признавал, что прикасался к одному из экземпляров: позже полиция рассматривала его в качестве подозреваемого в нападении на микроавтобус у завода Shorts в Белфасте. Литтла допрашивали в течение недели, прежде чем отпустить без предъявления обвинений, однако он утверждал, что на него оказывали огромное психологическое давление. Оружие, доставшееся «Ольстерскому сопротивлению», в боях не применялось.

### Развал дела
Вскоре выяснилось, что ключевые доказательства и документы были уничтожены полицией. Так, в апреле 1995 года, через 10 месяцев после теракта, был утилизирован автомобиль Triumph Acclaim — полиция утверждала, что это было обыденной практикой при проведении расследований. В 1998 году в казармах Гоф при участке королевской полиции Ольстера были уничтожены документы полиции, имевшие отношение к расследованию: хотя формальным поводом для уничтожения стали опасения, что документы загрязнены асбестом, предполагалось, что среди этих документов были результаты допросов подозреваемых, проведённые в 1994 и 1995 годах. С большим трудом удалось восстановить волосяную луковицу, которая была найдена в автомобиле, однако определить её принадлежность не удалось. Более того, все другие вещественные доказательства (балаклавы, перчатки и т. д.) в дальнейшем в ходе расследования не подвергались экспертизам. По данным BBC за 2012 год, полицией были задержаны в разное время всего 16 человек по делу о бойне в Лохинайленде, но никому из них так и не были предъявлены обвинения.

## Оспаривание результатов расследования

### Требования родственников погибших

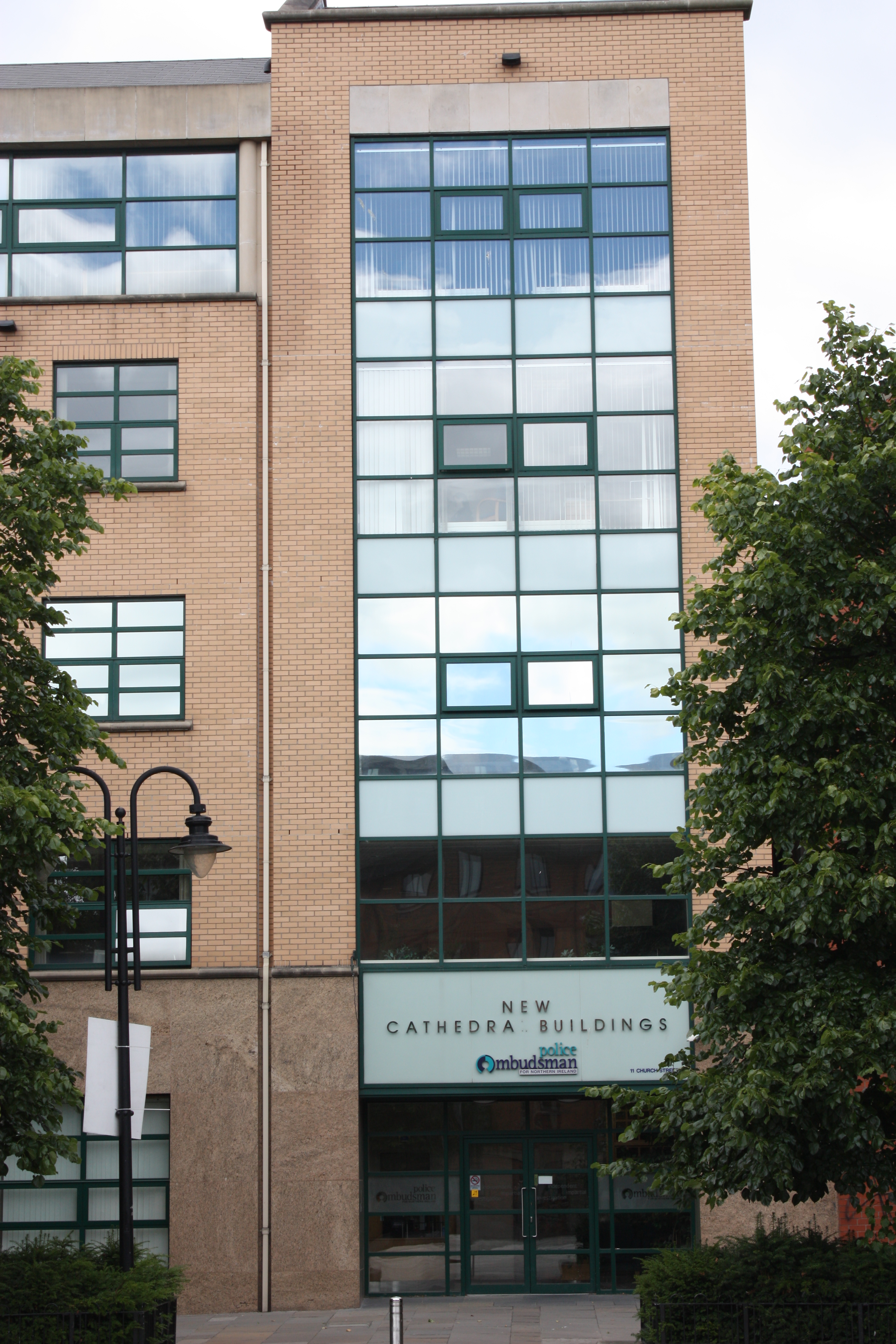
Офис полицейского омбудсмена по Северной Ирландии

В марте 2006 года родственники жертв теракта направили письмо Полицейскому омбудсмену по Северной Ирландии, в котором требовали провести повторное расследование обстоятельств теракта. Они утверждали, что расследование не было проведено надлежащим образом; что полицией не было предпринято никаких усилий для установления личностей подозреваемых; что спецслужбы якобы знали о готовящемся теракте, но не предприняли никаких усилий по его предотвращению. В письме говорилось, что к теракту имели отношение некие агенты полиции или её осведомители в рядах Ольстерских добровольческих сил, а в ходе расследования полиция стремилась больше обеспечить безопасность осведомителей, а не установить личности террористов. Родственники жертв обвиняли полицию в том, что она не информировала их о ходе расследования, не сообщая даже о самых важных его моментах.
Одна из важных свидетельниц по делу, упомянутая как «свидетель A» (англ. witness 'A'), заявила, что предоставила полиции словесный портрет водителя, который, как предполагалось, подвозил преступников к бару, однако полиция не смогла зафиксировать каким-либо образом её показания. По стечению обстоятельств, она собиралась тем самым вечером пойти в паб «О’Тулс», но в последний момент её планы поменялись. В дальнейшем полиция даже не приглашала свидетельницу на опознание, за исключением звонка в июле 2008 года, когда в Англии был задержан мужчина, подозревавшийся в причастности к бойне. В 2009 году на связь со свидетельницей вышел родственник предполагаемого преступника: он рассказал, что полиция выдала ему личные сведения свидетеля и что его племянник состоял в Лоялистских добровольческих силах, но к ответственности не привлекался. Свидетельнице полицейские посоветовали обратить внимание на личную безопасность, поскольку существовал риск, что на неё может быть совершено покушение. Более того, она утверждала, что якобы уничтоженный автомобиль Triumph Acclaim был спрятан в гараже у одного из сотрудников полиции, с которым она познакомилась во время следствия — он стоял рядом с зелёным автомобилем Rover, который, со слов этого же сотрудника, имел отношение к теракту в Лохинайленде. С её слов, полицейский попросил никому не рассказывать о том, где находились эти машины.
В январе 2010 года детективы офиса полицейского омбудсмена по Северной Ирландии задержали офицера запаса Полицейской службы Северной Ирландии (бывшего офицера Королевской полиции Ольстера) с целью допроса: полиция подозревала его в воспрепятствованию осуществлению правосудия и в том, что он помог убийцам сбежать с места преступления. В том же году прокуратура Северной Ирландии заявила, что оснований для уголовного преследования нет. Офис омбудсмена, в свою очередь, заявил, что добьётся дисциплинарного взыскания в отношении офицера.

### Первый отчёт омбудсмена
На 15 сентября 2009 года была запланирована публикация отчёта Полицейского омбудсмена по Северной Ирландии, в которой планировалось ответить на острые вопросы по поводу проведённого полицией расследования бойни в Лохинайленде. Ещё до официальной публикации стали известны некоторые подробности подготовленного отчёта: по словам представителей полиции, в отчёте планировалось разъяснить роль четырёх информаторов Королевской полиции Ольстера, которым было известно о намерениях Ольстерских добровольческих сил подготовить нападение на паб. Ожидалось, что там же будет упомянут ряд серьёзных нарушений, допущенных в ходе проведения расследования, среди которых упоминалось и решение Королевской полиции Ольстера утилизировать автомобиль, на котором нападавшие добрались до деревни Лохинайленд. Вскоре после сообщений в СМИ о возможном содержании отчёта омбудсмен заявил о переносе его публикации на более поздний срок в связи с необходимостью переоценки некоторых фактов. По мнению журналистов североирландского проекта The Detail, причиной отказа от публикации отчёта стал страх полиции признать факты тайного сговора между полицейскими и ольстерскими лоялистами. В то же время Полицейский омбудсмен по Северной Ирландии баронесса Нуала О'Лоан, комиссар Службы столичной полиции Джон Стивенс и бывший судья Верховного суда Канады Питер Кори отрицали факт сговора до или после теракта. Это лишь укрепило подозрения родственников погибших, что убийцы избежали уголовной ответственности благодаря покровительству спецслужб.
24 июня 2011 года был опубликован официальный отчёт по факту проведённого Королевской полицией Ольстера расследования теракта в Лохинайленде. Основные претензии отчёта к проведённому полицией расследованию сводились к следующим пунктам: в ходе следствия полиция не проявила «ни усердия, ни сосредоточенности, ни решительности»; были допущены ошибки при фиксации показаний свидетелей; основные линии расследования не были чётким образом сформулированы; работа полиции с семьями жертв теракта не была проведена должным образом. В то же время аргументов в пользу наличия сговора или того факта, что полиция могла предотвратить нападение, так и не было предоставлено. Отчёт подвергся разгромной критике, поскольку в нём вообще не были изложены результаты расследования роли информаторов Королевской полиции Ольстера в структуре Ольстерских добровольческих сил. Родственники были возмущены тем, что полиция отказалась комментировать вопрос о роли информаторов в теракте, и подали заявление в Высокий суд с требованием признать выводы отчёта недействительными.
Лидер Социал-демократической и лейбористской партии Маргарет Ричи выразила недоверие результатам расследования: по её мнению, результаты противоречили множеству доказательств сговора, а из отчёта напрямую следовало, что Королевская полиция Ольстера и её Специальный отдел «прогнили насквозь». Политик потребовала отставки омбудсмена Эла Хатчинсона. Защищавший интересы родственников погибших Найал Мёрфи (англ. Niall Murphy) также усомнился в убедительности выводов отчёта и обвинил омбудсмена в манипуляции фактами, направленной на сокрытие доказательств сговора. Родственники заявили, что отчёт лишь подтвердил их мнение, что полиция сговорилась с преступниками и даже не предпринимала реальных усилий арестовать убийц: в частности, они считали одним из доказательств именно утилизацию автомобиля Triumph Acclaim, на котором приехали преступники.
В сентябре 2011 года Инспекция по вопросам уголовного правосудия (англ. Criminal Justice Inspectorate) раскритиковала Хатчинсона и рекомендовала отстранить его от расследования подобных терактов прошлых лет в связи с сомнениями в его беспристрастности: инспекторами были обнаружены «крупные несостыковки» в расследовании. Сотрудники офиса омбудсмена попросили не упоминать их связь с отчётом, поскольку первоначальные выводы были полностью переделаны без объяснения причин; они предположили, что ключевые разведывательные сведения могли быть специально скрыты от них.
В январе 2012 года семьи погибших подали иск в суд против министерства обороны Великобритании и британской полиции: они обвинили военных в халатности, способствовавшей попаданию оружия в руки лоялистов, а полицию — в ненадлежащем проведении расследования, сопряжённом с уничтожением важных вещественных доказательств. В том же году Высокий суд Белфаста постановил признать подготовленный Хатчинсоном отчёт недействительным. Хатчинсон был смещён со своего поста, а его должность занял Майкл Магуайр, который приказал провести повторное расследование теракта. Отставку Хатчинсона и возобновление расследования дела поддержали Социал-демократическая и лейбористская партия и партия «Шинн Фейн».

### Второй отчёт омбудсмена
В июне 2016 года был представлен второй отчёт о расследовании, подготовленный уже Магуайром, который заявил о наличии неоспоримых доказательств сговора между Королевской полицией Ольстера и Ольстерскими добровольческими силами, который и стал одной из предпосылок к теракту в Лохинайленде. В то же время Магуайр заявил, что полиции ничего не было известно о готовящемся теракте. В отчёте были упомянуты следующие недочёты полиции, которые привели к тому, что дело фактически развалилось ещё на стадии расследования:
- Автомат, из которого расстреливали посетителей бара, был доставлен контрабандистами из числа ольстерских лоялистов в Северную Ирландию в 1988 году[65] в составе огромной партии оружия, следовавшей из ЮАР[12]. Полиции было прекрасно известно о поставке этой партии благодаря информаторам из числа лоялистов. Достаточно много единиц оружия были конфискованы полицией, однако значительная доля груза так и не была найдена полицией[65], несмотря на множество подсказок и намёков по поводу того, где можно было её спрятать[66]. Считается, что оружие из этой партии использовалось как минимум в 70 случаях совершённых убийств и покушений на убийство[12].
- Специальный отдел Королевской полиции Ольстера через сутки до теракта установил личности пятерых подозреваемых, однако всех их задержали только спустя месяц. По мнению омбудсмена, эти «необъяснимые задержки» в следствии привели к утрате возможности доказать причастность задержанных к бойне в Лохинайленде[67][12].
- Среди задержанных был информатор Королевской полиции Ольстера[68], в связи с чем Специальный отдел отказался передавать все собранные разведданные следствию, чтобы не «сдать» своих осведомителей. По мнению омбудсмена, желание ольстерской полиции защитить своих осведомителей и привело к окончательному провалу расследования[69].
- Доверие к местным органам безопасности и спецслужбам было подорвано из-за их связей с лоялистами и политических симпатий к их движениям. У членов Ольстерских добровольческих сил были родственники как в местных отделениях полиции, так и на самой верхушке[70]. Утверждалось, что 21 августа 1994 один из сотрудников полиции предупредил организаторов теракта, что их могут арестовать на следующее утро[68]. По мнению омбудсмена, тому факту, что полиция не провела расследование этого момента, не было никаких оправданий[71].

Основные выводы омбудсмена сводились к тому, что полиции было известно об орудовавшей на юге графства Даун группировке Ольстерских добровольческих сил и что если бы полицейские «накрыли» эту группировку, то теракт в Лохинайленде мог бы быть предотвращён. По его мнению, Специальный отдел Королевской полиции Ольстера реализовывал в отношении своих информаторов заведомо неверную политику «не слышу зла, не вижу зла, не говорю зла», что привело к тому, что полиция упустила важные нити расследования.
Семьи погибших испытывали смешанные чувства от этих откровений, поскольку только в этот момент были преданы огласке все ошибки, совершённые полицией в ходе расследования. Адвокат Найал Мёрфи, защищавший интересы родственников погибших, призвал занимавшего в 1994 году пост премьер-министра Великобритании Джона Мейджора публично принести извинения перед семьями. Выводы омбудсмена о наличии возможного сговора обеспокоили и министра иностранных дел Ирландии Чарльза Флэнагана, который заявил о необходимости внимательно проанализировать результаты отчёта для принятия решения о дальнейшем расследовании массового убийства. В 2020 году Апелляционный суд назвал неприемлемыми заявления Майкла Магуайра о возможности признания полицейских соучастниками теракта.

### Документальные фильмы
В 2011 году компания The Detail сняла цикл документальных фильмов, посвящённых теракту в Лохинайленде. В цикл вошли фильмы «Лохинайленд: Нерасказанная история» (англ. Loughinisland: The Untold Story), «Интервью со свидетелем A» (англ. Interview with Witness ’A’), «Как проигнорировали доказательство разгневанной вдовы» (англ. Widow Angry Evidence Was Ignored), «Родственники ставят под сомнение помилование подозреваемого» (англ. Relatives Question Pardon For Suspect) и «Рассказ выживших» (англ. Story of Survivors). 29 апреля 2014 года телеканал ESPN в рамках документального сериала «30 событий за 30 лет» выпустил один из спецвыпусков на тему футбола, получивший название «Бойня во время перемирия» (англ. Ceasefire Massacre) и посвящённый событиям в Лохинайленде.
В августе 2016 года стало известно, что режиссёр-документалист и лауреат премии «Оскар» Алекс Гибни занялся съёмкой документального фильма об этих событиях под названием «Достать из-под земли» (англ. No Stone Unturned). Фильм получил своё название от Клэр Роган, вдовы погибшего в теракте Эйдана Рогана. В одном из интервью вдова заявила, что полиция клялась перед родственниками погибших «достать преступников даже из-под земли» и тем самым заставила их поверить, что дело будет раскрыто по горячим следам. Дочь Эйдана Эмма Роган, депутат Ассамблеи Северной Ирландии от избирательного округа Южный Даун, заявила, что фильм должен стать «постоянным напоминанием о жертвах и о свершившейся несправедливости». Продюсером фильма выступил уроженец графства Фермана Тревора Бирн (англ. Trevor Birney). Фильм «Достать из-под земли» официально вышел 10 ноября 2017 года, хотя семьи погибших впервые его увидели на закрытом показе ещё месяц тому назад.
В фильме были названы имена подозреваемых в совершении теракта — Ронни Хоуторн (англ. Ronnie Hawthorne), действовавший военнослужащий Британской армии на тот момент, позже бизнесмен, и Алан Тейлор (англ. Alan Taylor), его сообщник; задержанный прежде полицией Горман Макмаллан (англ. Gorman McMullan) был водителем автомобиля, который доставил преступников к бару. Утверждалось, что Хоуторн был причастен к совершению ряда убийств, организованных ольстерскими лоялистами. Как сообщали журналисты, его жена Хилари совершила два телефонных звонка в полицию по защищённой линии, сообщив о действиях мужа и выдав его сообщников, а также отправила анонимное письмо с этим же содержанием представителю Социал-демократической и лейбористской партии Пэтси Томану (англ. Patsy Toman), работавшему в местных органах самоуправления. Все эти сообщения были включены во второй отчёт полицейского омбудсмена. Полиция сумела по голосу идентифицировать говорившую, поскольку та работала уборщицей при полицейском участке. В августе 1994 года её муж был задержан полицией для допросов, прежде чем его отпустили домой без предъявления обвинений, а в ноябре 1995 года была задержана Хилари, которую отпустили без предъявления обвинений. Участник расследования Джимми Биннс (англ. Jimmy Binns) утверждал, что Хоуторн на допросах чувствовал себя совершенно спокойно. Имена всех троих участников нападения упоминались в отчёте по проведению расследования, подготовленном в 2008 году, но так и не увидевшем свет: доступ к оригинальной версии получил бывший сотрудник газеты The Irish News Барри Маккэффри. За 8 часов до официального выхода фильма в Лондоне в дом к Хоуторну явилась полиция. Сам он не только отрицал предъявленные в фильме обвинения, но и утверждал, что после выхода фильма в его адрес стали поступать оскорбления и угрозы расправы. В 2021 году в годовщину трагедии журналисты Irish Independent безуспешно пытались взять интервью у Хоуторнов.
В том же фильме утверждалось, что второй из участников теракта был осведомителем полиции; позже на основании этого утверждения родственники погибших стали готовиться к подаче очередного судебного иска. Биннс утверждал, что Специальному отделу было известно о возможности совершения теракта в этой местности: благодаря полученной от осведомителя информации полицейские в те дни начали готовиться к операции по задержанию и нейтрализации отряда Ольстерских добровольческих сил. Однако за несколько часов до трагедии полиция отменила операцию после звонка осведомителя, который сообщил им, что планируемое ольстерцами нападение отменяется из-за проблем с машиной, которая должна была их забрать.
31 августа 2018 года полицейская служба Северной Ирландии арестовала двух журналистов, участвовавших в съёмках документального фильма — Тревора Бирни (англ. Trevor Birney) и Барри Маккэффри (англ. Barry McCaffrey). Обоих обвинили в похищении материалов уголовного дела, незаконном хранении материалов, а также в нарушении Акта о государственных тайнах и законах о защите персональных данных. В конце мая — начале июня 2019 года лорд — главный судья сэр Деклан Морган постановил, что ордеры на арест обоих журналистов и обыска в их домах были выданы незаконно, и это решение подтвердил в 2020 году Высокий суд Белфаста. Адвокат Барри Макдональд заявил, что возбуждение дела против журналистов было связано с их деятельностью.

## Увековечивание памяти

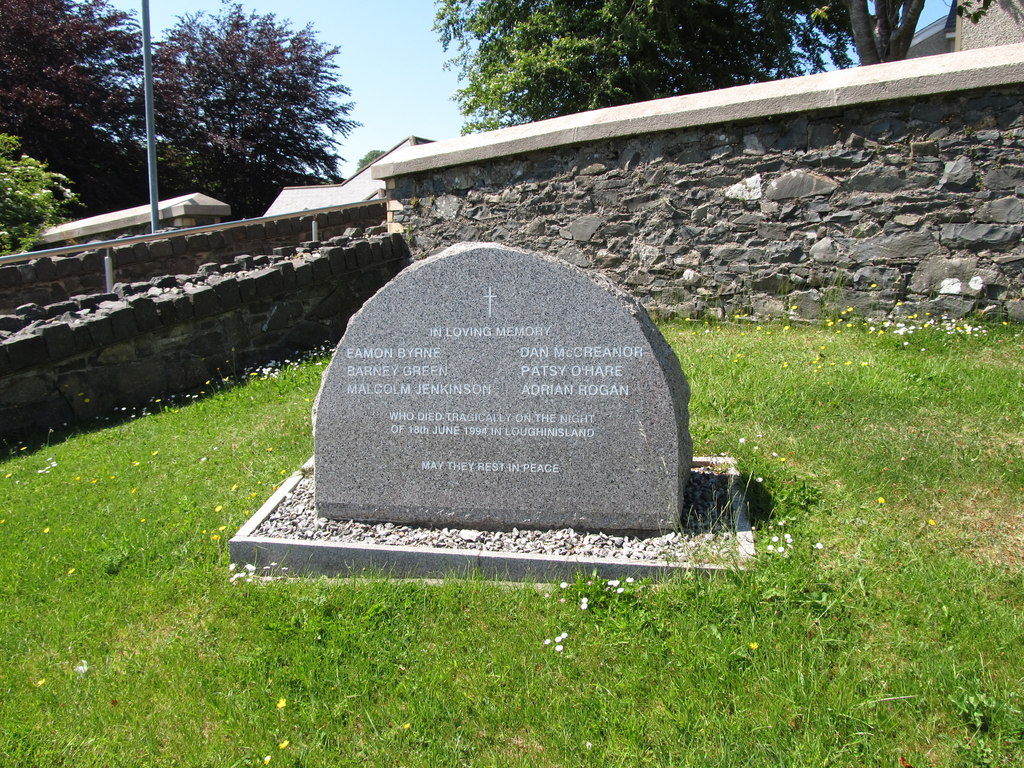
Памятник жертвам бойни в Лохинайленде, на камне высечены имена погибших

Перед второй игрой группового этапа чемпионата мира в США между сборными Ирландии и Мексики Футбольную ассоциацию Ирландии попросили, чтобы она разрешила выйти игрокам в чёрных нарукавных повязках, символизировавших траур по жертвам теракта. Однако ассоциация отказала в удовлетворении этой просьбы, за что была подвергнута разгромной критике. Бар же оставался закрытым в течение нескольких недель после похорон погибших, прежде чем семья О’Тул решила его снова открыть. Комната отдыха была переоборудована непосредственно в бар, а в том помещении, где бар располагался раньше, на стене была установлена табличка с именами и фотографиями всех шестерых погибших. Ежегодно в годовщину трагедии у бара проходят мероприятия в память о погибших.
18 июня 2012 года, спустя ровно 18 лет после теракта, в польском городе Познань состоялся матч группы C чемпионата Европы по футболу с участием сборных Ирландии и Италии, которые 18 лет тому назад уже играли друг против друга на чемпионате мира в США. На этот матч игроки сборной Ирландии вышли с чёрными траурными повязками в память о жертвах теракта. В этот раз инициатором акции выступила Футбольная ассоциация Ирландии, заручившаяся поддержкой от УЕФА; акцию поддержали семьи жертв теракта. Против акции выступили представители ольстерских лоялистов: так, командир Южно-Белфастской бригады Ассоциации обороны Ольстера Джеки Макдональд назвал её «смешиванием спорта с политикой» и предупредил, что это повлечёт «ужасные последствия»; другой лидер лоялистов, Уинстон Черчилль Ри, тоже выразил сомнения в целесообразности проведения этой акции.

## Комментарии
1. ↑  В некоторых источниках утверждалось, что нападавшие стреляли из автомата Калашникова[26].
2. ↑  Белл был приговорён к пожизненному лишению свободы за покушение на убийство группы лиц; согласно материалам следствия, его действия были связаны с личной ненавистью к школе, в которой он когда-то учился[36]. 26 марта 1997 года Белл скончался в хосписе от онкологического заболевания[37].
3. ↑  Из одного автомата Sa vz. 58, доставленного тем же рейсом, боевиками Ольстерских добровольческих сил 11 октября 1993 года в Белфасте был обстрелян автобус с восемью малярами, ехавшими на завод аэрокосмической компании Shorts[англ.]. В результате теракта один человек погиб, пятеро были ранены[48][34].

### Книги
- Brian Feeney. Sinn Féin: A Hundred Turbulent Years (англ.). — Dublin: O'Brien Press, 2002.
- Henry McDonald[англ.], Jim Cusack. UDA – Inside the Heart of Loyalist Terror (англ.). — Dublin: Penguin Ireland, 2004.
- David McKittrick[англ.]. Lost Lives: The Stories of the Men, Women and Children who Died as a Result of the Northern Ireland Troubles (англ.). — Random House, 2001.

### Документы
- Embargoed to 00:01 hours Friday June 24 2011. Public Statement by the Police Ombudsman under Section 62 of the Police (Northern Ireland) Act 1998. Relating to a complaint by the victims and survivors of the murders at the Heights Bar, Loughinisland on 18 June 1994 (англ.). Полицейский омбудсмен по Северной Ирландии. Conflict Archive on the Internet (24 июня 2011). Дата обращения: 28 декабря 2023. Архивировано 1 апреля 2018 года.
- Statutory Report. Public Statement by the Police Ombudsman in accordance with Section 62 of the Police (Northern Ireland) Act 1998. Relating to a complaint by the victims and survivors of the murders at the Heights Bar, Loughinisland, 18 June 1994 (англ.). Полицейский омбудсмен по Северной Ирландии (9 июня 2016). Архивировано 10 ноября 2017 года.